# چارلز-آندریاس بریم

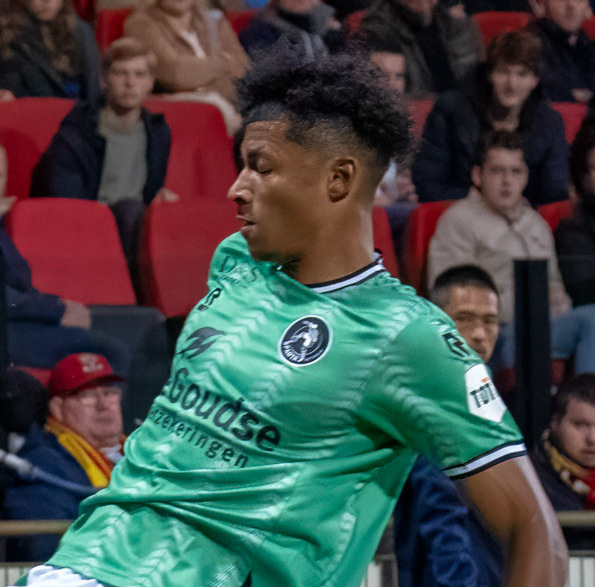
۲۲ اکتبر ۲۰۲۳

چارلز-آندریاس بریم (انگلیسی: Charles-Andreas Brym؛ زادهٔ ۸ اوت ۱۹۹۸) بازیکن فوتبال اهل کانادا است.
از باشگاه‌هایی که در آن بازی کرده‌است می‌توان به باشگاه فوتبال لیل اشاره کرد.
وی همچنین در تیم‌های ملی فوتبال Canada men's national under-23 soccer team و کانادا بازی کرده‌است.